# Mariano Azpeitia

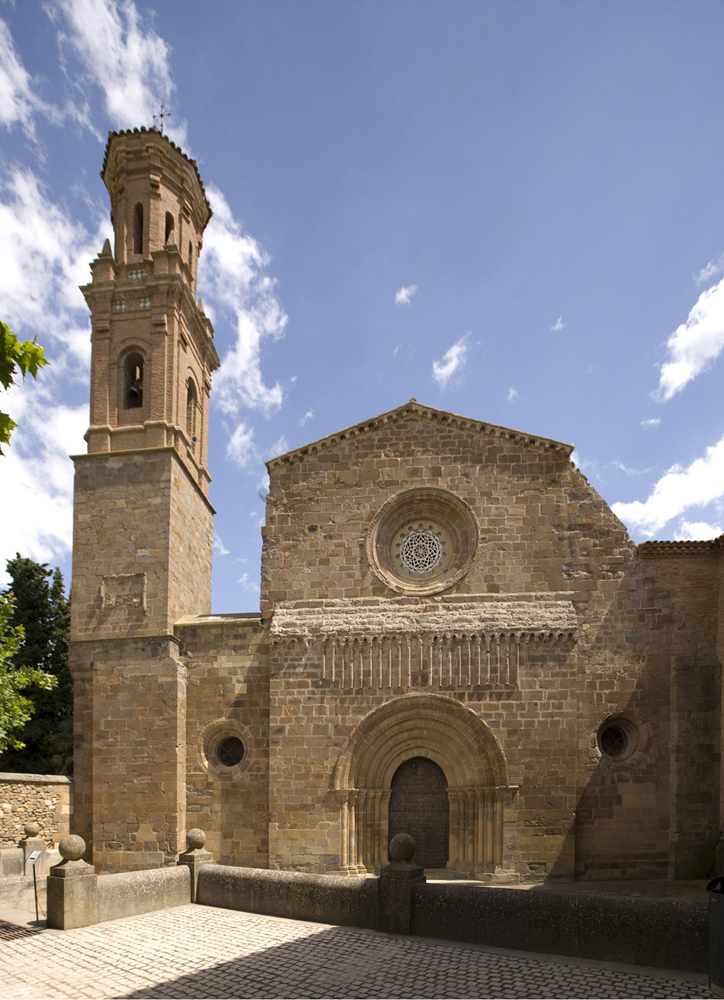
Vista de la fachada de la iglesia del monasterio de Veruela, que ayudó a conservar activamente Mariano.

Mariano Azpeitia Badules (1812-¿?) fue un eclesiástico español, conocido por su papel en la diócesis de Tarazona incluyendo la conservación del Monasterio de Veruela.

## Biografía
Fue uno de los siete hijos habidos del matrimonio formado por Mariano Azpeitia Gregorio e Ignacia Badules Prados. Entre sus hermanos destacó Esteban Azpeitia, eclesiástico, que desarrollaría en Roma la mayor parte de su carrera.
Decidido a seguir la carrera eclesiástica como su hermano Esteban emprendió los estudios de teología. En junio de 1848 se doctoraría en teología en la Universidad Central de Madrid, con la tesis Discurso acerca de la unidad de origen del linage humano según la narracion de Moisés que sería impresa ese mismo año en esa ciudad.Posteriormente sería racionero de la iglesia colegial de Santa María de Tarazona.
En abril de 1853 sería nombrado canónigo de la catedral de Tarazona, cargo por el que en 1860 percibía 12.000 reales.
Formó parte de la Junta de Conservación del Monasterio de Veruela y por ello mantuvo correspondencia con el pintor Valentín Cardera.En 1866, tras la muerte de José María Purroy, fue designado presidente de esta.Posteriormente sería también presidente de la Junta diocesana de construcción y reparación de templos y edificios eclesiásticos del Obispado de Tarazona.